# Белькевич Дар'я Миколаївна
Дар'я Миколаївна Белькевич (біл. Дар’я Мікалаеўна Бялькевіч; нар. 30 січня 1993, с. Жировичі, Слонімський район, Гродненська область) — білоруська поетеса, організаторка культурних заходів.

## Біографія

### Освіта
Закінчила Білоруський державний економічний університет та Білоруський колегіум (спеціальність «філософія та література»). Працювала артменеджеркою та редакторкою сайту культурної організації «Арт Сядзіба», нині працює координаторкою проєктів у Білоруському ПЕН-центрі та молодшою науковою співробітницею в Літературному музеї Максима Богдановича.

## Творчість

### Поезія
Пише білоруською та російською мовами. Публікувалася в часописах «Маладость», «Полымя» та «Дзяяслів», газетах «Прапор юності» та «Вечерний Гродно». У 2021 році випустила першу книгу під назвою «Сльози на вітер» (біл. «Слёзы на вецер»).
Учасниця різних літературних заходів Білорусі, України та Росії, зокрема фестивалю «Верші на асфальці», «Мистецького фестиваля "Ї"» (Тернопіль, Україна), переможниця слему «Сильне слово» (2014) та слему Білоруського колегіуму (2015), одна з організаторок поетичних вечорів «Погані гарні вірші», «Дорогий поет» та поетичного конкурсу «Рухавік». Також бере участь в організації фестивалю інтелектуальної книги Pradmova.
Номінантка на премію «Залаты апостраф. Дэбют» журналу «Дзяяслів» (2017). Фіналістка білорусько-німецького конкурсу сучасної поезії фонду Роберта Боша для молодих поетів (2017). Учасниця Резиденції молодого літератора у Вільнюсі [Архівовано 5 жовтня 2021 у Wayback Machine.].
Вірші Дарії Белькевич перекладалися російською (Геннадієм Каневським), німецькою та українською мовами (газета «Культура і життя»).

### Пісні
Деякі вірші та переклади Дарії Белькевич стали піснями. Пісні на вірші Дарії Белькевич: